# 弗雷德里克·巴兰坦
弗雷德里克·巴兰坦爵士（Sir Frederick Ballantyne，1936年7月5日—2020年1月23日），曾任圣文森特和格林纳丁斯总督，后因健康問題卸任。曾获圣迈克尔和圣乔治大十字勋章。